# 玉山蓟
（學名：Cirsium kawakamii）为菊科蓟属的植物，是台灣的特有植物，屬於台灣民間所稱的「雞鵤刺」的一種。分布在台灣本島，生长于海拔3,000米至3,300米的地区，多生长于高山草原。

## 應用

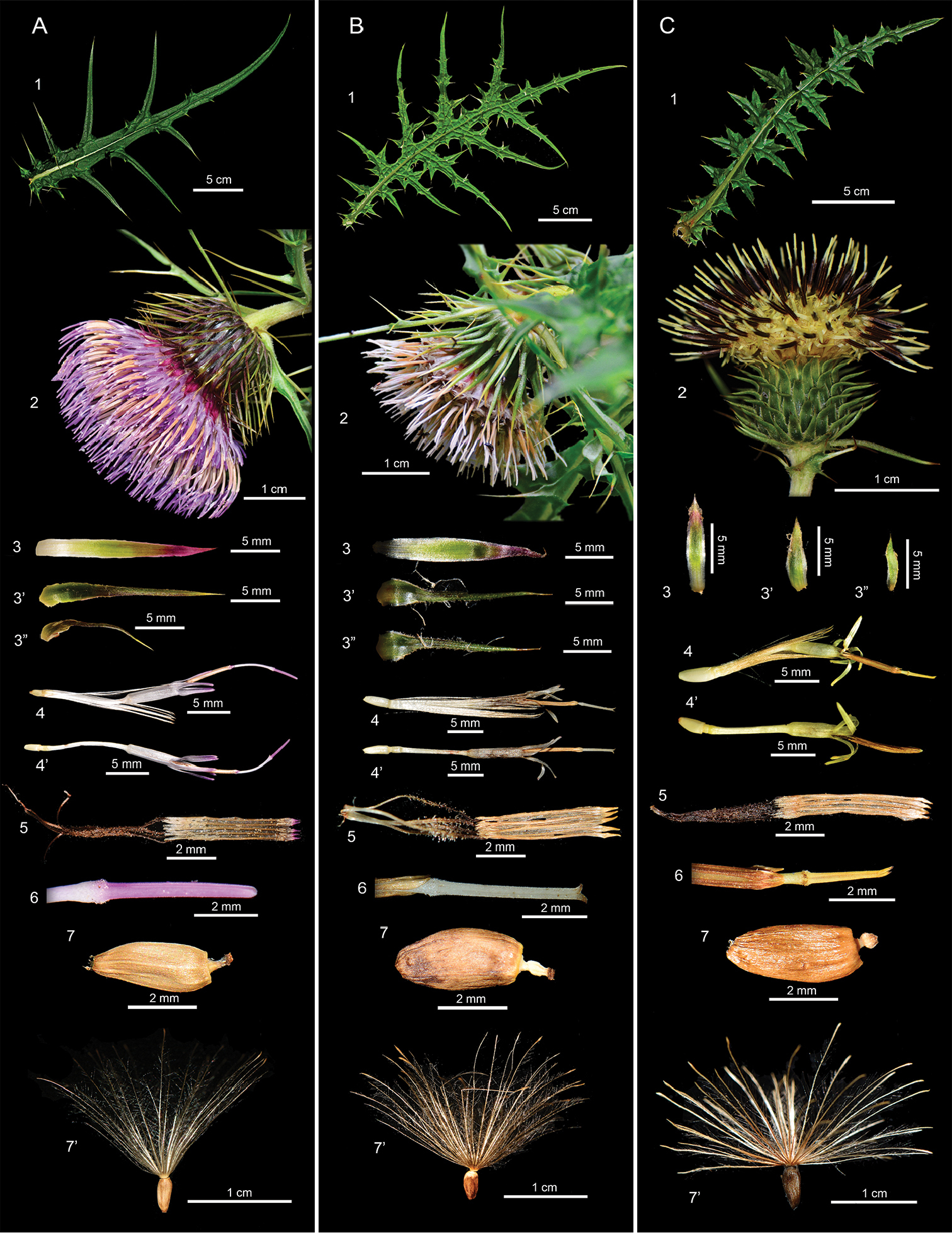
塔塔加薊（左）、玉山薊（中），及阿里山薊（右）之間的比較

雞鵤刺被視為藥用植物，南投縣埔里鎮、仁愛鄉農會的特用作物產銷班進行大量栽培、製作為茶飲。中華民國中央銀行表示，新台幣壹仟元鈔券背面左下所印的小植物圖案曾被認為是玉山薊，2019年塔塔加薊被立為為獨立新種後，該圖示被重新鑑定為塔塔加薊。

## 生物學
本種花期約界於9至10月之間，10至11月結果。

## 分布
本種目前僅知分布於台灣中北部山區，主要分布於海拔1500−3500公尺處。